# Liste der Wappen in Almada
Die Liste der Wappen in Almada zeigt die Wappen der Freguesias des portugiesischen Kreises Almada.

## Município de Almada

Almada
Lage von Almada in Portugal

## Wappen der Freguesias

Freguesia Almada
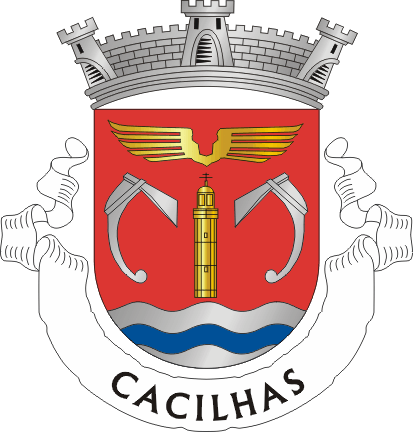
Freguesia Cacilhas
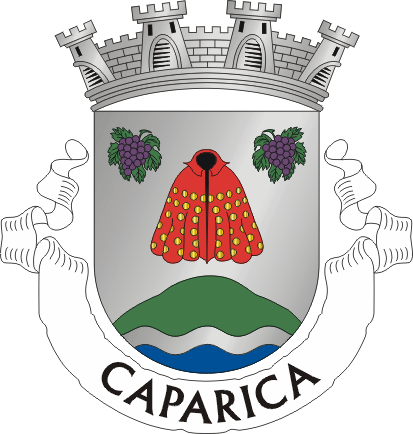
Freguesia Caparica
Freguesia Charneca de Caparica
Freguesia Costa da Caparica
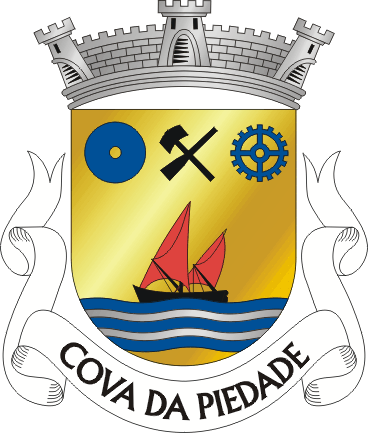
Freguesia Cova da Piedade
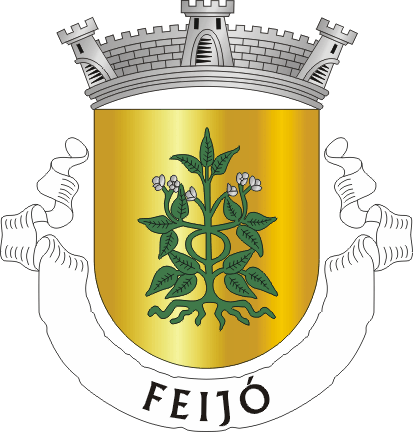
Freguesia Feijó
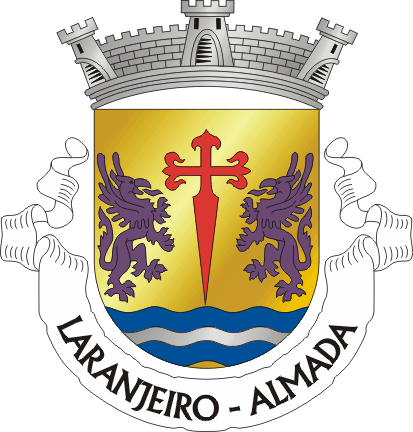
Freguesia Laranjeiro
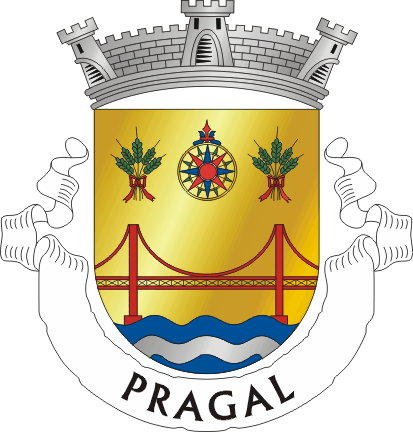
Freguesia Pragal
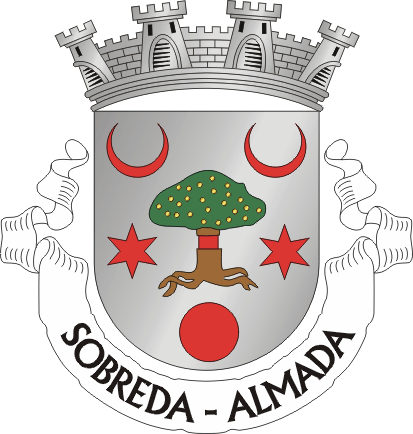
Freguesia Sobreda
Freguesia Trafaria